# Tommy Boustedt
Carl Tommy Boustedt, född 5 maj 1959, är en ishockeytränare och ishockeyexpert för Viasat. Numer tjänstgör Boustedt som utvecklingsansvarig vid Svenska ishockeyförbundet. Han var fram till 2012 tränare för Bajen Fans Hockey (som bildades efter Hammarbys konkurs) där han numera är ordförande i sportkommittén. Boustedt har i sin tränargärning bl.a. handhaft Hammarby IF, Djurgårdens IF Ishockeyförening, IK Vita Hästen, Linköpings HC och Västra Frölunda HC. Vidare har Boustedt vid enstaka tillfällen agerat biträdande förbundskapten. 
Som ishockeyexpert inom televisionen fick Boustedt snabbt erkännande som taktiskt kunnig och ansågs besitta en vidare klarsynthet i fråga om matchanalys. Dock ansågs Boustedt av många ha svårt att nå ut till TV-tittarna. Boustedt biträdde i studion Claes Åkeson och i kommentatorsbåset Lasse Kinch eller Åke Unger.
I september 2014 utsågs han till generalsekreterare för Svenska Ishockeyförbundet. En post han lämnade 2020.

### Fotnoter
1. 1 2  International Ice Hockey Federation, läs online, läst: 25 juni 2024.[källa från Wikidata]
2. ↑  Anders Feltenmark (12 september 2014). ”Tommy Boustedt är ny generalsekreterare” (på svenska). Svenska Ishockeyförbundet. http://www.swehockey.se/Nyheter/nyheterfransvenskaishockeyforbundet/2014/September2014/TommyBoustedtarnygeneralsekreterare. Läst 23 augusti 2019.
3. ↑  ”Tommy Boustedt slutar i höst som generalsekreterare i Svenska Ishockeyförbundet”. Svenska Ishockeyförbundet. https://www.swehockey.se/Nyheter/nyheterfransvenskaishockeyforbundet/2020/April2020/tommyboustedtslutarihostsomgeneralsekreterareisvenskaishockeyforbundet. Läst 22 april 2020.